# ロック教室〜THE ROCK'N ROLL CULTURE SCHOOL〜
『ロック教室〜THE ROCK'N ROLL CULTURE SCHOOL〜』（ろっくきょうしつ ザ・ロックンロール・カルチャー・スクール）は、日本のロックバンド、ザ・コレクターズ(THE COLLECTORS)のメジャー15作目のオリジナル・アルバム。

## 概要
ザ・コレクターズが結成20周年を迎えた2006年、記念アルバムとしてリリースされたアルバム。様々なアーティスト、ミュージシャンが楽曲を提供し、ザ・コレクターズが演奏する「逆トリビュート・アルバム」である。ジャケット・デザインは、緑色の学生服まがいのスーツを着たメンバーと、真島昌利が写っている。
制作のきっかけは本アルバムにも曲を提供している曽我部恵一の楽曲にコレクターズの曲によく似た曲があるということを、コレクターズの加藤が聞きつけ、コレクターズでやればおもしろそうだと思い、それならば、メンバーたちが好きなミュージシャン、メンバーを慕っているミュージシャンたちにも曲を提供してもらってアルバムを作ろうと思ったことがはじまりである。

## 収録曲
1. 悪い月
  - 作詞・作曲：奥田民生
2. スタールースター
  - 作詞・作曲：真島昌利 (ザ・クロマニヨンズ)
3. ぼくは花
  - 作詞・作曲：曽我部恵一 (サニーデイ・サービス、曽我部恵一BAND)
4. 愛まで20マイル
  - 作詞・作曲：山口隆 (サンボマスター)
5. 19
  - 作詞・作曲：松本素生 (GOING UNDER GROUND)
6. LAST DANCE
  - 作詞：ヒダカトオル (THE STARBEMS、元BEAT CRUSADERS)、作曲：BEAT CRUSADERS
7. SET「0」SET ME FREE
  - 作詞：森若香織 (GO-BANG'S)、作曲：會田茂一
8. トークバック
  - 作詞・作曲：渡辺健二 (スネオヘアー)
9. 特別さジニー
  - 作詞・作曲：堂島孝平
10. MY TRUE COLORS
  - 作詞・作曲：山中さわお (the pillows)
11. Thank U
  - 作詞・作曲：加藤ひさし (ザ・コレクターズ)

このアルバムに対するアンサーソングとなっており、今まで支えになってきたファンや、お世話になったアーティストなどへの感謝の気持ちを曲にしたという[1][2]。